# Mount Thomas (Antarktika)
Mount Thomas ist ein kuppelförmiger und größtenteils verschneiter Berg im ostantarktischen Mac-Robertson-Land. Er ragt rund 11 km nördlich des Mount Hicks in den Prince Charles Mountains auf. Östlich seines kleinen Gipfels erstreckt sich ein Bergkamm.
Luftaufnahmen der Australian National Antarctic Research Expeditions aus dem Jahr 1960 dienten seiner Kartierung. Das Antarctic Names Committee of Australia benannte ihn nach Ivan Neville Thomas (* 1932), Funker auf der Wilkes-Station im Jahr 1963.